# 箬阳乡
箬阳乡，中国浙江省金华市婺城区下辖的一个鄉，

## 辖区
该乡辖有：	箬阳村、茶元村、岩溪沿村、琴坛村、石井坑村、黄阳村、罗坪村、沙坑村、瀛头村、戴村、大应村、南坑村、横坑村、周坞村、